# Upplands runinskrifter 63
Upplands runinskrifter 63 är ett vikingatida runstensfragment av röd sandsten i Spånga kyrka, Spånga socken och Stockholms kommun.  Det första fragmentet återfanns 1910, även om avbildningar från 1600-talet av stenen finns. Ett runlöst fragment av U 63 har också återfunnits. Ytterligare ett fragment, med tidigare signum U ATA4027/61, utgör rotpartiet till runstenen. Det sistnämnda fragmentet är inmurat i kyrkans yttervägg.

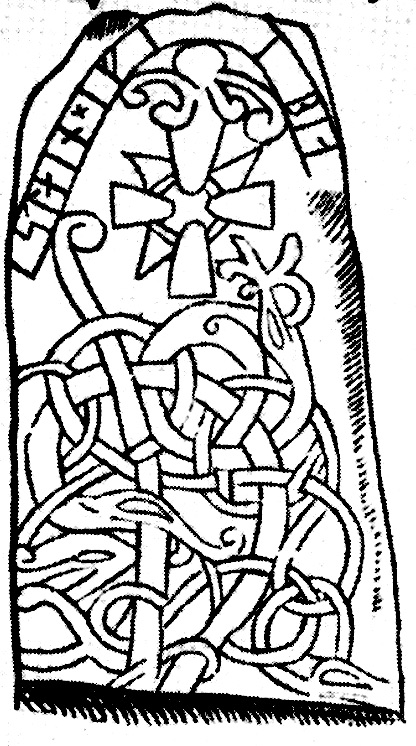
Upplands runinskrifter 63

## Inskriften
Translitterering av runraden:
· ke... [... stain × if-... bia... ...]
Normalisering till runsvenska:
... ... stæin æf[tiʀ] Bio[rn] ...
Översättning till nusvenska:
... sten efter Björn ...